# Acrocnida spatulispina
Acrocnida spatulispina is een slangster uit de familie Amphiuridae.
De wetenschappelijke naam van de soort werd in 2010 gepubliceerd door Sabine Stöhr & Delphine Muths.